# Polycyathus mayae
Polycyathus mayae är en korallart som beskrevs av Stephen D. Cairns 2000. Polycyathus mayae ingår i släktet Polycyathus och familjen Caryophylliidae. Inga underarter finns listade i Catalogue of Life.